# クラブネッツ
株式会社クラブネッツ（Club Nets Corporation）は、東京都渋谷区に本社を置く経営支援・販促システムの総合商社。
「デジタル社会を創造し、世の中を便利に豊かに。」をスローガンとし、様々な業界のDX支援を行っている。

## 提供サービス
主にICT（情報通信技術）を駆使した様々なソリューションを提供しており、 CRM領域としての共通ポイントプラットフォーム「CNポイント」、デジタルマネジメントプラットフォーム「＋DIRECT（プラスダイレクト）」、エネルギー業界DXプラットフォーム「CoNnect Board（コネクトボード）」などがあり、それらサービスを駆使して様々な業界の課題解決を行っている。

## 概要
クラブネッツの主力事業のひとつである共通ポイント事業は、もともとラウンドワンの一事業だった。ラウンドワン施設の周辺店とポイントサービスを共有したいというアイデアから、当時としては斬新だった異業種間での共通ポイントプログラム「クラブネッツ共通ポイント」が誕生し、そのポイントが貯まるICカード「クラブネッツ共通ポイントカード」が、ラウンドワンのポイントカードとしてリリースされる。
その後、「クラブネッツ共通ポイント」は店舗向け販促サービスとしての地位を確立し、2004年9月に株式会社クラブネッツは独立した事業会社としての展開をスタートする。
生活者が「クラブネッツ共通ポイント」を利用することで、導入企業に利用履歴が蓄積され、誰がいつどのような店舗・サービスでいくら使ったかを情報として把握することができる。具体的には、エリア、年代、性別の属性分析、利用金額、回数やポイント利用頻度などが集計され、リピート率やヘビー会員などのランク分析（A～Eランク）、メール配信が可能になる。
クラブネッツはその後、「クラブネッツ共通ポイント」で培ったCRMのシステム、ノウハウをアップデートを重ね、地域ポイント「CNポイント」、地域カード「CNカード」としてリデザイン。北海道から沖縄県まで様々な企業と業務提携をすることで、地域の囲い込み戦略のキーとして活用されている。
店舗販促にまつわる様々な商材を提供していく中、LINE株式会社の販売代理店として、LINE公式アカウントのサポートサービスを提供していきながら、クライアントのニーズからLINEアプリを活用したデジタルマネジメントプラットフォーム「＋DIRECT（プラスダイレクト）」、「CoNnect Board（コネクトボード）」などの様々な販促サービスを開発。その後、LINE株式会社から技術支援パートナーである「Technology Partner」に認定され、2022年5月には販売パートナー「Local Sales Partner」のDiamondにも認定された。

## 沿革
- 2000年
  - 5月 - CN加盟店（当時、クラブネッツ共通ポイント加盟店）の一次募集を開始。
  - 10月 - CNポイント（当時、クラブネッツ共通ポイント）サービス開始。
- 2001年
  - 3月 - モバイル型ポイント付与端末機を導入。
  - 4月 - CNポイントのメール機能をアップデート（お近く携帯・ありがとう・バースデー）。
- 2002年
  - 2月 - CN加盟店二次募集を開始。
  - 3月 - 株式会社ラウンドワンがクラブネッツを清算。
  - 8月 - CN加盟店三次募集を開始。
  - 8月 - CNポイントのメール機能をアップデート（クーポンメール）。
- 2003年
  - 5月 - 携帯販促システム「メールムーバー」販売開始。
  - 6月 - モバイル型ポイント付与端末機に、レシートクーポン機能を実装。
  - 7月 - クレジット決済機能付CNカードを発行開始。ポイント交換商品カタログを発行。
  - 9月 - 会員行動分析データ抽出サービスを開始。
- 2004年9月 - 冨安仁がクラブネッツをMBOし、代表取締役社長に就任。CNポイント第一期代理店募集開始。
- 2005年9月 - キャンペーン用ケータイ販促システム「メールムーバーアドバンス」販売開始。株式会社丸井全棟キャンペーン（PREMIUM FASHION WEEKS）で「メールムーバーアドバンス」採用。
- 2006年
  - 1月 - CNポイントからドコモポイントへのポイント交換サービスを開始。
  - ポイント会員向けポータルサイト「CNポータル」をオープン。
- 2007年 - モバイルソリューションサービスのOEM提供を開始。
- 2009年
  - 4月 - ベトナムにおける共通ポイントカード事業の展開を決定。
  - 12月 - 本社を東京都千代田区から東京都渋谷区に移転。
  - 携帯でCNポイントが貯まるスタンプサービス「SPC」をリリース。
- 2010年
  - 7月 - CNポイントから楽天ポイントへのポイント交換サービスを開始。
  - 12月 - CNポイントからnanacoポイントへのポイント交換サービスを開始。
  - 12月 - CNポイントからTポイントへのポイント交換サービスを開始。
- 2011年
  - 3月 - マルチポイント端末機を導入、1台で様々なブランドのポイントが扱える「マルチポイントサービス」をサービスイン。
  - 11月 - CNポイントからヤマダポイントへのポイント交換サービスを開始。スマートフォン専用サイトCMS「SMART MOVER」を販売開始。
- 2012年
  - 4月 - CNポイントからJALのマイルへのポイント交換サービスを開始。
  - 6月 - 「メールムーバー」の金額連動スタンププログラムをリリース。
  - 店舗向け販促カメラ「CN Store Eye（ストアアイ）」を販売開始。
- 2013年
  - 1月 - CNポイントからWAONポイントへのポイント交換サービスを開始。
  - 2月 - ポイント会員向けポータルサイト「CNポータル」をリニューアルオープン。
  - 11月 - マルチポイント対応レジスター「RegiPro」を販売開始。
- 2014年
  - 1月 - マルチポイント端末機でクレジット決済サービスを提供開始。
  - 4月 - 「メールムーバー」の金額連動スタンププログラムのライト版をリリース。
  - 10月 - 「SMART MOVER」のパソコン版・マルチデバイス版をリリース。
- 2015年
  - 5月 - ECショッピングカート「CNカート」を販売開始。
  - 10月 - アプリ構築サービス「Appli Mover」を販売開始。
  - 12月 - CNポイントからドットマネー by Amebaへのポイント交換サービスを開始。
- 2016年
  - 2月 - LINE公式アカウント（当時、LINE＠）の販売・運用サービスを開始。
  - 7月 - モバイル事業を分社化し、株式会社バリューワンを設立。
  - 店舗オリジナルプリカシステム「CNプリペイド」を販売開始。CNポイント「来店タッチ」をリリース。
- 2017年
  - 10月 - CNポイント拡張の組換えシステム「CN SATELLITE SYSTEMS（CNサテライト）」をリリース。
  - 12月 - 主にLINE公式アカウントの活用を目的としたデジタルマネジメントプラットフォーム「+DIRECT」をリリース。
- 2018年
  - 5月 - LINE公式アカウントの正規代理店「ゴールドパートナー」に認定。
  - 7月 - ガス・SS・エネルギー業界の販促・DX化支援に特化した、ガス・エネルギー専門部門を新設。
- 2019年
  - 1月 - QRコード決済サービス端末「StarPay」の提供を開始。
  - 4月 - マルチ決済サービス端末「PAYGATE Station」の提供を開始。
- 2020年
  - 1月 - コインランドリー「ウォッシュステーション船橋」をオープン。
  - 1月 - 「Google ビジネス プロフィール（当時、Google マイビジネス）」の登録・運用代行サービスを提供開始。
  - 2月 - マルチ決済サービス端末「PAYGATE Station」がCNプリペイドに対応。
  - 7月 - マルチ決済サービス端末「PAYGATE Station」がCNポイントに対応。
  - 7月 - パーパス株式会社とエネルギー事業者向けLINE販促ソリューションを提供開始。「LINE広告」の運用代行サービスを提供開始。
  - 9月 - LINE Biz Partner Programで「Technology Partner」（コミュニケーション部門）に認定。
- 2021年
  - 3月 - コインランドリー「ウォッシュステーション府中」をオープン。
  - 6月 - ガス業界向けDXサポートシステム「CoNnect Board」並びにweb明細サービス「αView」、ガス業界向けリモート展示会システム「RE・MO・TE」をリリース。
- 2022年
  - 3月 - 「CoNnect Board」の遠隔督促決済サービス「αRequest」をリリース。
  - 4月 - LINEを活用してデジタルキャンペーンを総括管理できる「L-Collect」をリリース。
  - 5月 - LINEを活用して見込顧客を育成する「ナーチャリングデジタルパッケージ」をリリース。LINE Biz Partner Programの「Local Sales Partner」において、Diamondに認定。

## 役員構成
- 代表取締役社長CEO - 冨安仁
- 取締役 - 大倉奨貴、北原俊
- 上席執行役員COO - 芦名真也
- 上席執行役員CFO - 関匠
- 上席執行役員CMO - 高垣俊勝
- 上席執行役員CSO - 中前達也
- 執行役員 - 波部 賀大、荒谷暢孝、藤田洋士
- 監査役 - 石原正彦、中村忠度